# 情報通信管理センター
情報通信管理センター（じょうほうつうしんかんりセンター）は、各管区海上保安本部において通信施設の統制及び通信実施、整備、管理などを行う海上保安庁の機関だった。11ある各管区海上保安本部の所在地に設置されていた。指揮通信機能を強化するために、各地の通信所などを統合整理したもので、2007年（平成19年）1月までに全ての改編が終了した。
2012年（平成24年）4月6日付けの海上保安庁組織規則の一部を改正する規則（平成24年国土交通省規則第号50号による海上保安庁組織規則の改正（施行平成24年4月6日）により廃止され、その機能は新設された情報通信課に移管された。

## かつてあった事務所の一覧
- 第一管区情報通信管理センター（第一管区海上保安本部所管）
  - 北海道東部統制通信事務所および北海道西部統制通信事務所を統合。
  - 所在地：北海道小樽市
- 第二管区情報通信管理センター（第二管区海上保安本部所管）
  - 2000年4月1日に塩竈情報通信管理センターを設置[2]、後により名称変更。
  - 所在地：宮城県塩竈市
- 第三管区情報通信管理センター（第三管区海上保安本部所管）
  - 関東統制通信事務所などより変更。
  - 所在地：神奈川県横浜市中区
- 第四管区情報通信管理センター（第四管区海上保安本部所管）
  - 2006年（平成18年）4月1日：東海統制通信事務所より変更[3][4]。
  - 所在地：愛知県名古屋市港区
- 第五管区情報通信管理センター（第五管区海上保安本部所管）
  - 2003年（平成15年）4月1日：瀬戸内東部統制通信事務所より変更。
  - 2012年（平成24年）4月、総務部に情報通信課を設け、第五管区情報通信管理センターの業務を引き継ぐ[5]。
  - 所在地：兵庫県神戸市中央区
- 第六管区情報通信管理センター（第六管区海上保安本部所管）
  - 2007年（平成19年）1月1日：瀬戸内海西部統制通信事務所より変更。
  - 所在地：広島県広島市南区
- 第七管区情報通信管理センター（第七管区海上保安本部所管）
  - 2007年（平成19年）1月1日：北九州統制通信事務所および長崎海上保安部通信所、佐世保海上保安部通信所などを統合。[6]
  - 所在地：福岡県北九州市門司区
- 第八管区情報通信管理センター（第八管区海上保安本部所管）
  - 2002年（平成14年）4月1日：2000年4月1日に舞鶴情報通信管理センターを設置[2]、これを2002年に名称変更[7]。
  - 所在地：京都府舞鶴市
- 第九管区情報通信管理センター（第九管区海上保安本部所管）
  - 2000年4月1日に新潟情報通信管理センターを設置[2]、後に名称変更。
  - 所在地：新潟県新潟市中央区
- 第十管区情報通信管理センター（第十管区海上保安本部所管）
  - 2000年4月1日に鹿児島情報通信センターを設置[2]、後に名称変更。
  - 所在地：鹿児島県鹿児島市
- 第十一管区情報通信管理センター（第十一管区海上保安本部所管）
  - 2007年（平成19年）1月1日：本部および石垣海上保安部通信所を統合。
  - 所在地：沖縄県那覇市